# 埃克福德鎮區 (密歇根州)
埃克福德鎮區（英語：Eckford Township）是位於美國密歇根州卡爾霍恩縣的一個行政鎮區。

## 地方資料
埃克福德鎮區的面積為92.40平方千米，當中陸地面積為91.70平方千米，而水域面積為0.70平方千米。根據2020年美國人口普查的數據，當地共有人口1298人，而人口密度為每平方千米14.05人。